# Desorientering
Desorientering er når hjernen lukker ned for den del der husker, "Hvor man er/Hvem man er/hvad årsagen er til man er hvor man er. Det vil sige, man har simpelthen ikke styr på omgivelserne. Hvor man sidst var henne, og hvor man er henne nu, hvad klokken. Hvilket gør det meget svært at holde en aftale, eller have planer.
| Lægevidenskab | Spire Denne artikel om lægevidenskab er en spire som bør udbygges. Du er velkommen til at hjælpe Wikipedia ved at udvide den. |